# Cronodrilus ogygius
Cronodrilus ogygius är en ringmaskart som beskrevs av Holt 1968. Cronodrilus ogygius ingår i släktet Cronodrilus och familjen Bdellodrilidae. Inga underarter finns listade i Catalogue of Life.